# Claude Lemesle
Pour les articles homonymes, voir Lemesle.
Claude Lemesle, né le 12 octobre 1945 à Paris, est un parolier français assez prolifique et auteur de plusieurs succès populaires.

## Biographie
Né en 1945, Claude Lemesle a envie, dès l'âge de quinze ans, d'écrire des chansons. Il apprend le solfège, le piano et la guitare. Il fréquente Le Petit Conservatoire de la chanson de Mireille, et il s'essaye à la chanson en tant qu'interprète. Il se produit en cabaret avec des chansons humoristiques dont il écrit la musique, mais n'a pas de succès. 
Il suit des études littéraires en hypokhâgne et khâgne
. 
À 21 ans, il rencontre Joe Dassin au Centre américain du boulevard Raspail à Paris, qui devient un ami. De leur amitié naît son premier succès d'auteur, La Fleur aux dents, une chanson sortie en 1971.
En 1972, inspiré par sa propre rupture avec la chanteuse Valentine Saint-Jean, dite Vava, il lui écrivit : Salut les amoureux.
Après avoir écrit pour de nombreux artistes, « deux mille textes écrits en vingt ans, mille soixante mis en musique, enregistrés et chantés par un large éventail d'interprètes, de Joe Dassin à Michel Sardou, de Serge Reggiani à Carlos et Julio Iglesias et aussi de jeunes inconnus »,, il devient président d'honneur du Syndicat national des auteurs et compositeurs (SNAC). Il a été également par deux fois président de la SACEM.
En 2006, un prix Claude Lemesle est créé rebaptisé prix Pierre-Delanoë lors de la deuxième édition à la demande de Claude Lemesle, à la suite de la mort de Pierre Delanoë. En amont de ce prix, Claude Lemesle, depuis des années, déniche de jeunes talents de tous âges, en animant notamment des ateliers d'écriture.
En 2025, il fête les 37 ans de ses ateliers gratuits de création de chanson pour des apprenties et apprentis auteurs. Il envisage de ralentir le rythme dans les prochains mois.

## Distinctions
- Chevalier de la Légion d'honneur depuis le 26 mai 1998, il est promu officier de la Légion d'honneur le 14 juillet 2011. Il accède au printemps 2025 au rang suprême de commandeur des Arts et des Lettres sur décision de la ministre de la Culture Rachida Dati[9].
- 2015 : Médaille d'or de la Ligue universelle du bien public[10].

## Compositions
Il a écrit (ou parfois co-écrit) pour de nombreux interprètes,, notamment pour : 
- Hervé Vilard
  - Nous (1978)

- Joe Dassin
  - La Fleur aux dents (1970)
  - L’Équipe à Jojo (1970)
  - Salut les amoureux (1972)
  - L’Été indien (1974)
  - Ça va pas changer le monde (1975)
  - Et si tu n’existais pas (1975)
  - À toi (1976)
  - Le Café des trois colombes (1976)
  - Dans les yeux d'Émilie (1978)
  - Le Dernier Slow (1979)

- Serge Reggiani
  - Le Souffleur
  - Rue du rêve
  - Le Barbier de Belleville (1977)
  - Venise n’est pas en Italie (1977)
  - Je t’aimerais (1978)
  - L'exilé (1981)
  - Les Adieux différés (1999)
  - Ivre (1999)
  - Jean des brumes (1999)
  - Le Zouave du pont de l'Alma

- Gilles Marchal
  - L’Amour en retard
  - Clémentine pépin
  - On a volé la tour Eiffel
  - Jocelyne
  - L'Amitié
  - Pardonnez Mad'moiselle
  - Les Prénoms de l'Île de France

- Nicole Rieu
  - La vie ça danse (1976, sur l'album Le ciel c'est ici)
  - L'aventure c'est l'amour (1998, sur l'album Vas-y)

- Mari Trini
  - L'Automne (en collaboration avec Mari Trini elle-même) (1973)
  - Quand tu me caresses (1973)
  - Laisse-moi rêver (1973)
  - Un homme est parti (1973)
  - Écoute-moi (1974)
  - La Bouteille à la mort (1975)

- Frida Boccara
  - La Nuit (1978)
  - Le Dernier Rendez-vous (1979)
- Isabelle Aubret
  - Même si ça ne vaut pas la peine (1977)
  - Berceuse pour une femme (1977)
  - Aimer (1978)
  - Des Cornouailles à l'Oural (1990)
  - On est bien
  - Bandonéon
  - Lola de Madrid
  - Le Marquis
  - Partis sans bruit
  - C'est le bonheur
  - Boulevard Aragon
  - Marianne(1989)
  - Stacha stachou
  - L'Enfant de Thaïlande
  - Le Dernier Rêve (avec Catherine Lemesle)
  - L'Olympia
  - Dans mon cœur
  - Des mots démodés
  - Le Napperon de grand-mère
  - Il faut vivre
  - Pleine de larmes
  - Papillons
  - Dans les plis rouges du rideau

- Mireille Mathieu
  - Le Strapontin (1977)
  - Des prières (1977)
  - Chante pour le soleil (1978)
  - Un dernier mot d’amour (1978)
  - Il n'est resté que l'amour (1979)
  - Par hasard (1979)
  - Chanter (1984)
  - La Liberté sur l'Atlantique (1985)
  - Après toi (1986)
  - À la moitié de la distance (1995)

- Nathalie Pâque
  - Bébé bambou (1990)
  - Danse (1991)
  - Nous, c'est spécial (1992)
- Gérard Lenorman
  - Le Funambule (1975)
- Gilbert Bécaud
  - Un instant d'éternité (1982)
  - Désirée (1983)
  - Desperado (1983)
  - Faut faire avec (1999)
- Michel Fugain
  - Vis ta vie (1974)
  - Dis-moi pourquoi ? (1975)
  - Dis-oui au maître (1975)
  - Avec ton chœur (1976)
  - Y a du soleil (1977)
  - La Bête immonde (1995)
  - Post scriptum (1995)
  - Je laisse (1998)
  - De l'air, de l'air (1998)
  - Les Alizés (1998)
  - Va vers le soleil (2001)
  - Nina (2011)
- Michel Sardou
  - J'ai 2000 ans (1974)
  - Je veux l'épouser pour un soir (1974)
  - Une fille aux yeux clairs (1974)
  - Un roi barbare (1976)
  - On a déjà donné (1978)
  - La Colline de la soif (2017)
  - J'aimerais savoir (2017)
  - Pour moi elle a toujours 20 ans (2017)
  - Le Choix du fou (2017)
- Joëlle (du groupe Il était une fois)
  - Flo ( 1980)
  - Marianophobe et Beatleman (1980)
  - 13 ans (1980)

- Melina Mercouri
  - Attendre, attendre (1971)
  - Le Chat et la Souris (1971)
  - Le Soleil de nos cœurs (1971)
  - Mes amis d’hier (1971)
  - Par dix, par cent, par mille… (1971)
  - Je te dirais les mots (1974)
  - Athènes, ma ville (1974)
  - Yes Sir (1974)

- Nana Mouskouri
  - Je chante avec toi Liberté (1981)

- Carlos
  - Le Tiercé
  - Rosalie
  - Señor météo
  - Le Bougalou du loup-garou
  - Big Bisou

- Johnny Hallyday
  - Montpellier (1982)
  - Entre violence et violon (1983)

Ainsi que pour bien d'autres chanteurs, dont notamment Les Compagnons de la chanson, Nicole Croisille, Alice Dona, Julio Iglesias, Christophe Freyssac, Pierre Donoré ou Richard Bauduin.

## Publications
- Plume de stars : 3000 chansons et quelques autres, Paris, L'Archipel, 2009, 282 p. (ISBN 978-2-8098-0138-5)
- L'art d'écrire une chanson, Paris, Eyrolles, 2010, 171 p.
- Préface du livre de Rémy Wermester, Montéhus : la lutte en chantant, Paris, Editions Elzévir, 2012, 402 p. (ISBN 978-2-8114-0704-9)